# Třetí makedonská válka
Třetí makedonská válka (171 až 168 př. n. l.) byla konfliktem, v němž se střetli Římané s makedonským králem Perseem.

## Římané a Makedonci před začátkem války
Po skončení syrské války proti Antiochovi III. Římané nespouštěli záležitosti na východě ze zřetele, avšak situace na severu a na západě si žádala více pozornosti. Povstání Keltů v Předalpské Galii bylo opět potlačeno. K upevnění své vlády nad touto provincií, ji Římané protkali sítí silnic, a na místě keltských oppid založili latinské kolonie. Dále na západě, v Hispánii, musel Řím již od konce druhé punské války takřka neustále čelit odporu místních keltiberských kmenů. Otec bratrů Gracchů, Tiberius Sempronius Gracchus, dokázal v roce 179 př. n. l. na krátký čas tyto boje ukončit, propuknutí dalších nepokojů však již bylo na obzoru.
V Hispánii se Římané museli potýkat se značnými obtížemi, ovšem jejich postavení v Řecku nebylo o mnoho lepší. Vztahy mezi Římem a Makedonií byly už od skončení prvních dvou makedonských válek nenapravitelně poškozeny. Filip V. Makedonský přenesl svoji nenávist k Římanům na svého talentovaného a ambiciózního syna, Persea, který nastoupil na makedonský královský trůn po smrti svého otce v roce 179 př. n. l. Netrvalo dlouho a nový makedonský král začal podrývat římskou autoritu v oblasti. Uzavřel spojenectví se Seleukovci, odhodlanými nepřáteli Říma z dob syrské války, a uhradil dluhy představitelů řeckých měst. Tím oslabil postavení římského senátu a bohatých římských obchodníků, kteří finančně podporovali místní vládce, již se tak stávali závislými na půjčkách Římanů. Perseus se rovněž vojensky angažoval v oblastech na severu Makedonie a pronikl také na jih do Řecka, čímž porušil podmínky mírové smlouvy uzavřené po porážce v druhé makedonské válce. Dále se pokusil obnovit spojenectví s achájským svazem a ostatními státy v Řecku. Všechny tyto kroky makedonského krále prohloubily vzájemnou rivalitu mezi Perseem a jeho úhlavním nepřítelem pergamským králem Eumenem II.
V roce 172 př. n. l. obvinil Eumenés, loajální římský spojenec, Persea z útoku na pergamské území. Římský senát dal však za pravdu Perseovi, neboť většina senátorů nebyla nadšená vyhlídkou na novou válku. Avšak mezi senátory brzy převládlo někdejší ostře proti-makedonské stanovisko, k čemuž přispěl sám Perseus, když se neúspěšně pokusil Eumena zavraždit a navíc nadále zasahoval v Ilýrii. Římská reakce byla navzdory původní nechuti k válce velmi pohotová. Legie byly vyslány do Epeiru, kde měly zabezpečit přístupové cesty pro invazi do Makedonie. Současně vyslal senát diplomaty do řeckých obcí k zajištění podpory a loajality Helénů.

## Průběh války, bitva u Pydny
Na jaře roku 171 př. n. l. byla Makedonii konečně vyhlášena válka. Římské vojsko proniklo do Bojótie a zamezilo místním obcím, které otevřeně sympatizovaly s Perseem, byť jen uvažovat o povstání. Konzul Publius Licinius Crassus pak postoupil s legiemi do Thesálie, kde však utrpěl v menším střetnutí u Kallikinu porážku. Následnou Perseovu mírovou nabídku Římané odmítli. Crassus obvinil Aitóly, kterým Římané již od války s Antiochem nedůvěřovali, z věrolomnosti a několik jejich vůdců dal uvěznit. Praetoři Gaius Lucretius Gallus a Lucius Hortensius vyplenili několik řeckých obcí, přičemž nehleděli na to, zda šlo o nepřátele či spojence Římanů, čímž mezi Helény roznítili neutuchající nenávist vůči Římu.
S tím, jak padala obvinění a rozsudky nad zkorumpovanými římskými důstojníky za jejich chování ke spojencům, se válka změnila ve vnitropolitický boj v senátu. Římské vojsko bylo v této době pouhou nedisciplinovanou masou drancující bezbranná řecká města. Konzulové v letech 170 a 169 př. n. l. Aulus Hostilius Mancinus a Quintus Marcius Philippus učinili jen málo pro to, aby efektivně ohrozili Persea. Římané se na místo vedení války s Makedonií spokojovali s olupováním Řecka o veškeré jeho bohatství, které zde byli schopni nalézt a shromáždit.
Rok 168 př. n. l. přinesl konečné rozhodnutí. Lucius Aemilius Paullus, konzul pro tento rok, přicestoval do Řecka a okamžitě se vrhl do výcviku a reorganizace římské armády. Paullus přinutil Persea obratným manévrováním ke svedení bitvy poblíž města Pydna. Zde byli 22. června 168 př. n. l. Makedonci zastiženi Římany na nerovném terénu znevýhodňujícím těžkopádnou makedonskou falangu. Římané zmasakrovali kolem 20 000 Makedonců a dalších 6 000 vzali do zajetí. Perseovi se sice podařilo uniknout, nicméně jeho zbývající spojenci se ihned poddali Římu, načež královi nezbylo než kapitulovat.

## Rozdělení Makedonie, vydrancování Epeiru
Perseus byl potupně veden Římem v Paullově triumfu a později byl poslán do exilu v malém italském městě Alba Fucens, kde ve velice ubohých podmínkách strávil v zajetí zbytek svých dnů. Římané se však nespokojili pouze s potrestáním Persea. Příliš mnoho místních vládců se zavázalo pomáhat makedonskému králi, tudíž mohli kdykoliv vyvolávat potíže, čemuž hodlali Římané předejít. Makedonie byla rozdělena do čtyř klientských republik, kterým bylo zakázáno vzájemně spolu obchodovat a udržovat mezi sebou diplomatické styky. Mnoho příslušníků makedonské vládnoucí vrstvy, úředníků a jinak významných osob bylo zbaveno moci a posláno do italského vyhnanství. Podobným způsobem naložili Římané krátce poté také s královstvím Perseova spojence, ilyrského vládce Gentia.
Ovšem největší obětí římského vítězství se stal Epeiros. Paullus potřeboval nějaký odstrašující příklad, kterým by Helénům a okolním státům jasně demonstroval, co se stane, bude-li se někdo protivit vůli Římanů. Jako záminku využil Paullus náklonnost Epeiru k Perseovi. 70 epeirských měst muselo Římanům vydat všechno své zlato a stříbro, aby odvrátilo římskou pomstu. Když města takto vydala veškerý svůj majetek, Paullus nedbaje svých dřívějších slibů, v nichž jim zaručoval ochranu, nechal nařídit útok. Římané následně zbořili jejich hradby, načež zajali a pobili tolik lidí, kolik jen mohli. Výsledkem byl ohromný masakr, v němž nespočet Epeiroťanů přišel o život a přes 150 000 z nich bylo prodáno do otroctví.
Porážka Makedonců v tomto třetím konfliktu s římskou republikou znamenala konec vlády dynastie Antigonovců a zánik helénistického makedonského království vůbec. V důsledku toho starověké řecké státy definitivně pozbyly svoji svobodu a staly se poddanými Římanů. Tato skutečnost byla pak zpečetěna zničením Korintu o dvacet let později.